# New Era
Ne doit pas être confondu avec New Era Cap Company.
New Era (« Nouvelle ère ») est un journal quotidien namibien fondé par la loi New Era Publications Corporation adoptée par le parlement namibien en 1992.
Initialement publié de manière hebdomadaire, le journal est devenu quotidien en 2004.
Le journal dispose de bureaux à Windhoek (région Khomas) et Oshakati (région Oshana), ainsi que de correspondants à Opuwo (région Kunene), Rundu (région Kavango) et Walvis Bay (région Erongo). Il publie une fois par semaine certaines sections en langues régionales namibiennes, notamment en Oshindonga (Oshiwambo), Otjiherero, Khwe (ou Kxoe, langue khoïsan) et Silozi (ou Lozi, langue de la région de Caprivi).
Du fait de son actionnariat, le journal est régulièrement mis en cause par les sociétés civile et politique, qui lui reprochent une certaine partialité dans son traitement des évènements en lien avec l'actualité — notamment politique — dans le pays.